# Droga wojewódzka 216

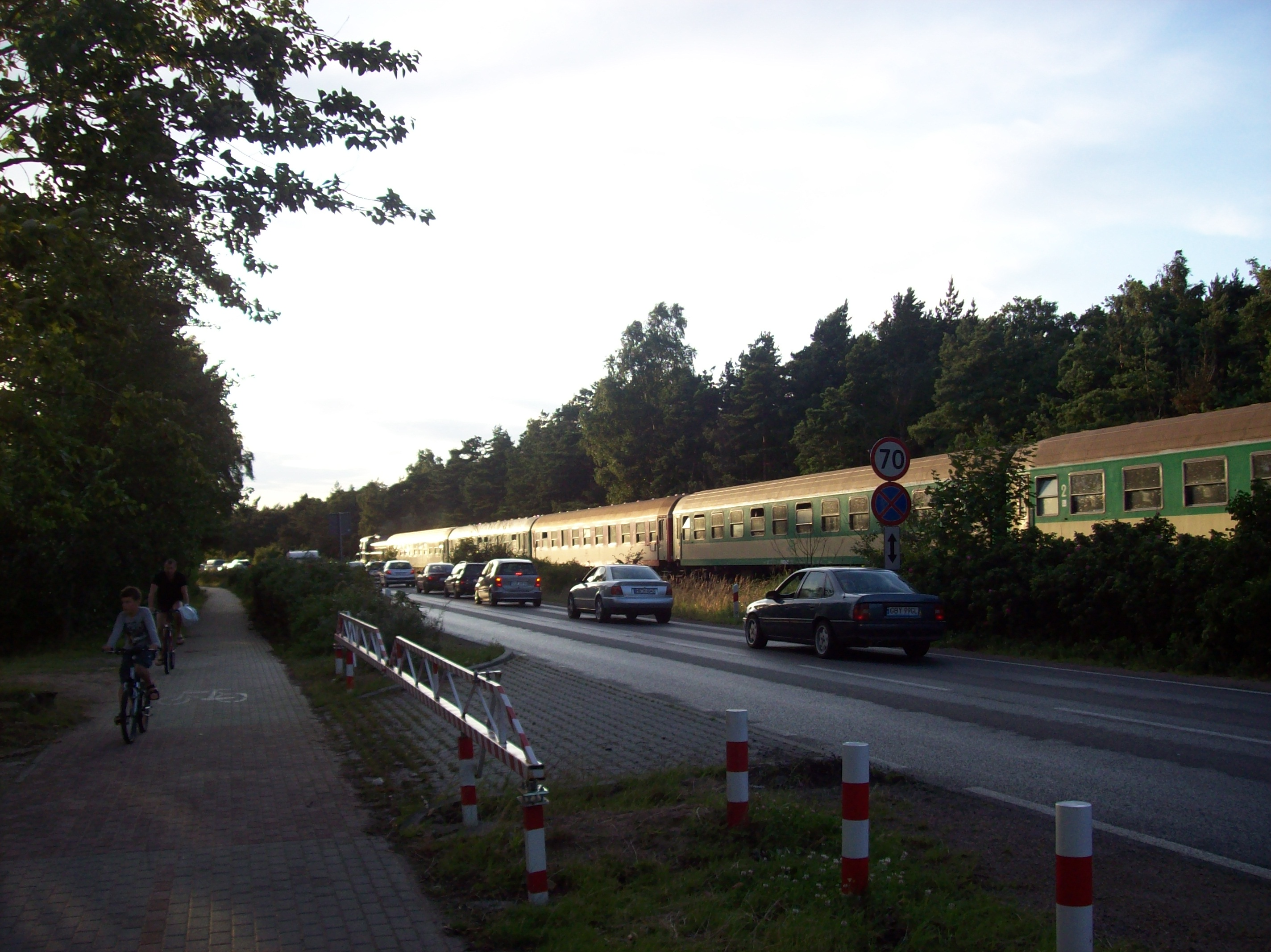
DW 216 na Helské kose poblíž Chałup

Droga wojewódzka 216 (DW 216) je silnice v severním Polsku spojující města Reda a Hel. Její délka je 56 km.

Poté, co opustí Puck, vede téměř souběžně s pobřežím Puckého zálivu. Vzhledem k tomu, že je to jediná silnice vedoucí na Helskou kosu, je využívána nejen místními řidiči, ale během léta i turisty.
| Silnice 216     | km   | objekt             | místo        | poznámka                   |
| Křižovatka      | 0    | křižovatka         | Reda         | E 28                       |
| Přejezd         | 1    | železniční přejezd |              | trať Reda-Hel              |
| Křižovatka      | 4    | křižovatka         | Rekowo Górne |                            |
| Křižovatka      | 10   | křižovatka         | Celbowo      | DW 213                     |
| Kruhový objezd  | 13   | kruhový objezd     | Puck         |                            |
| Křižovatka      | 14   | křižovatka         | Puck         |                            |
| Čerpací stanice | 14   | čerpací stanice    | Puck         | Grupa LOTOS                |
| Přejezd         | 14,5 | železniční přejezd |              | trať Reda-Hel              |
| Kruhový objezd  | 18   | kruhový objezd     | Swarzewo     |                            |
| Kruhový objezd  | 22   | kruhový objezd     | Władysławowo | DW 215                     |
| Čerpací stanice | 23   | čerpací stanice    | Władysławowo | Statoil                    |
| Křižovatka      | 30   | křižovatka         | Chałupy      |                            |
| Křižovatka      | 35   | křižovatka         | Kuźnica      |                            |
| Křižovatka      | 41   | křižovatka         | Jastarnia    | ul. Spacerowa              |
| Křižovatka      | 41,5 | křižovatka         | Jastarnia    | Śródmieście                |
| Křižovatka      | 42   | křižovatka         | Jastarnia    | rybářský přístav           |
| Křižovatka      | 44   | křižovatka         | Jurata       |                            |
| Přejezd         | 54,5 | železniční přejezd |              | trať Reda-Hel              |
| Křižovatka      | 55   | křižovatka         | Hel          | železniční stanice PKP Hel |
| Kruhový objezd  | 56   | kruhový objezd     | Hel          |                            |